# Мозок
Мозок — центральний відділ нервової системи тварин, зазвичай розташований у головному (передньому) відділі тіла, який складає компактне скупчення нейронів і дендритів. У багатьох тварин містить також гліальні клітини, може бути оточений оболонкою з сполучної тканини. У хребетних тварин (в тому числі людини) розрізняють головний мозок, розміщений в порожнині черепа, і спинний, що знаходиться в хребетному каналі.

## Мозок риб

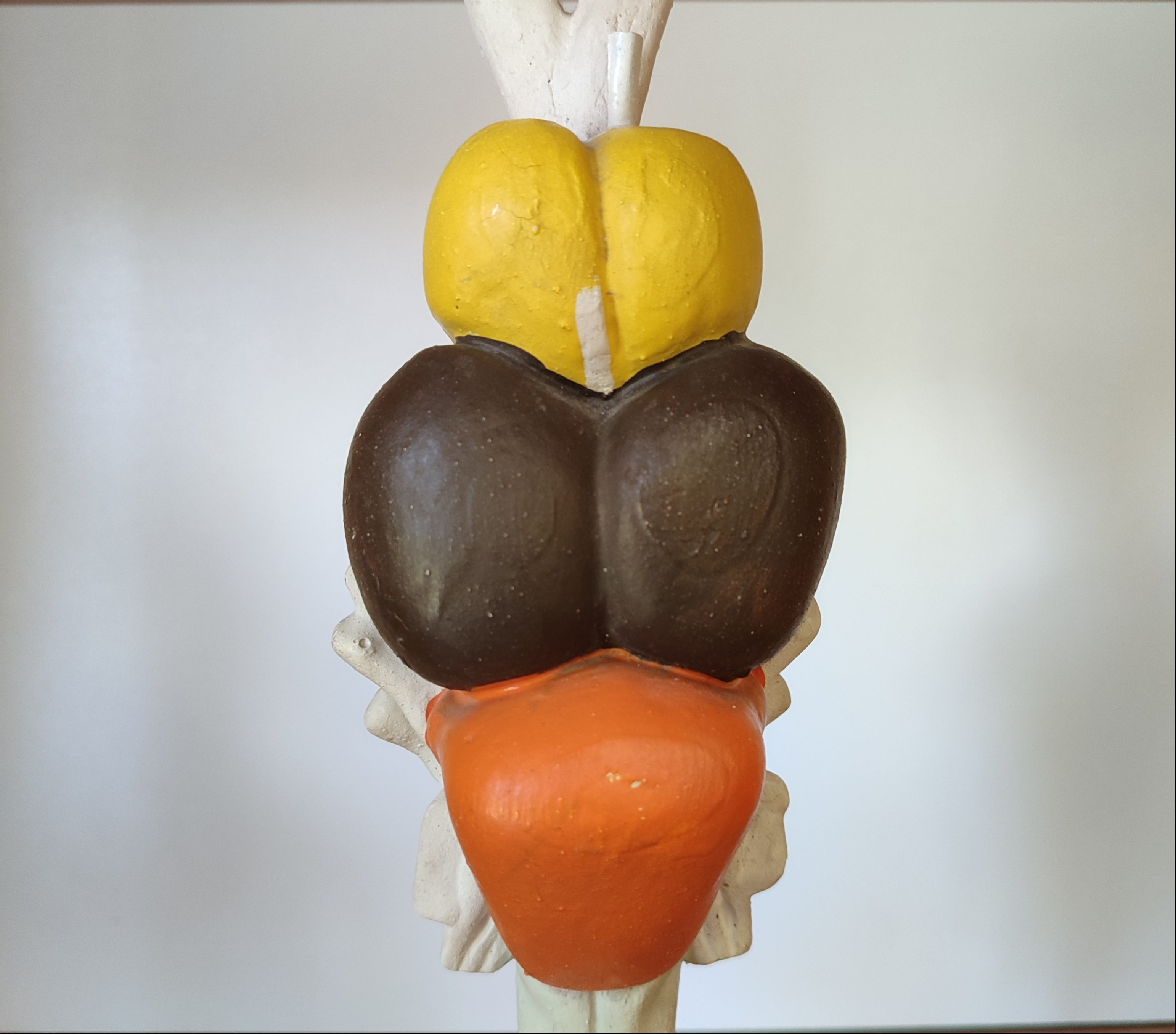
Модель мозку риб

Головний мозок риб поділяється на три великі частини: передній, середній та задній мозок. Передній мозок складається з теленцефалону (кінцевого мозку) та діенцефалону (проміжного мозку). На ростральному (передньому) кінці теленцефалону розташовані нюхові цибулини, котрі отримують сигнали від нюхових рецепторів.

## Мозок плазунів

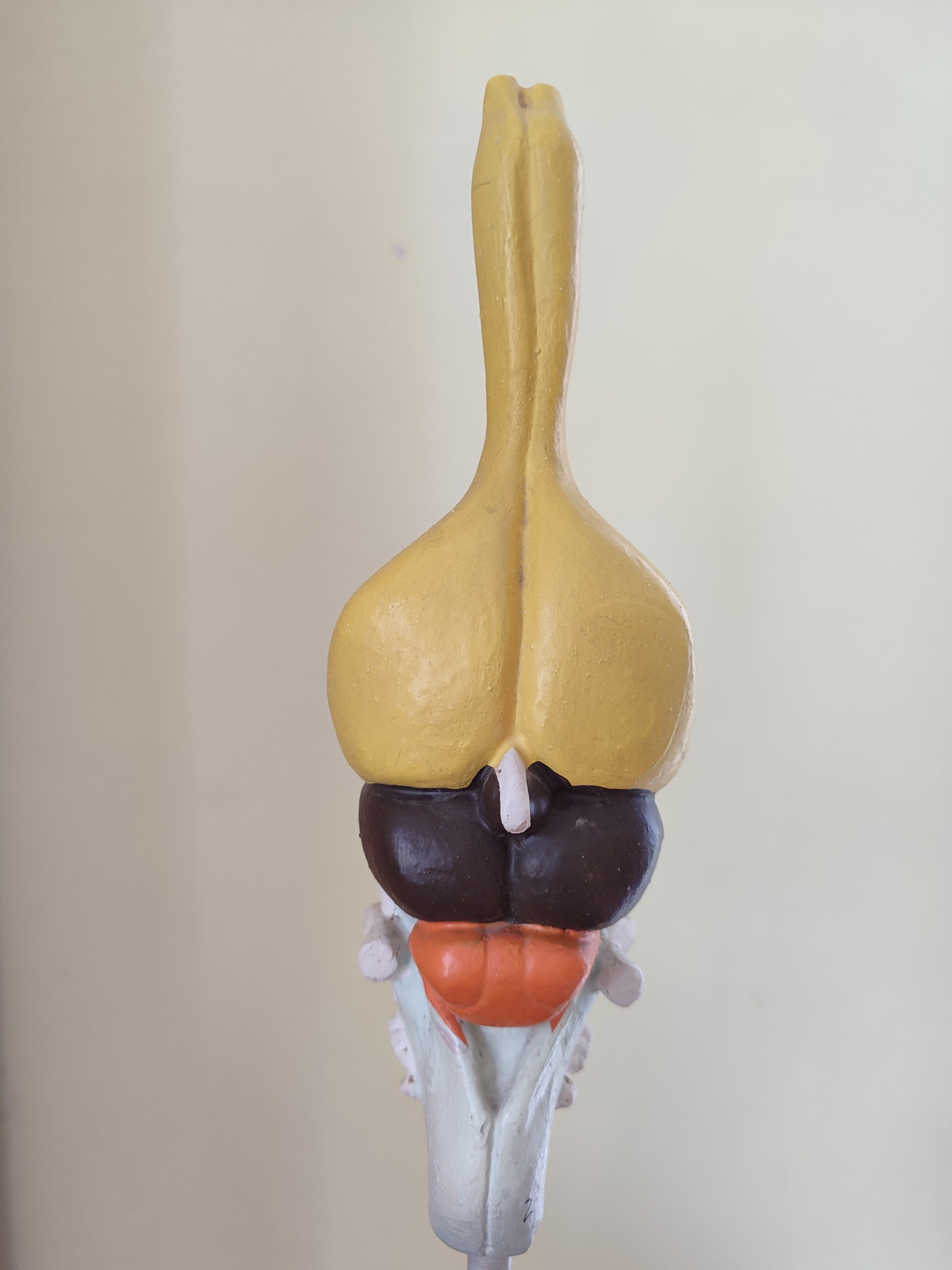
Модель мозку плазунів

Головний мозок плазунів менш розвинений, ніж у птахів та ссавців, проте мозочок розвинений добре, що пов'язано зі складною координацією рухів. Півкулі вкриті корою. Головний мозок плазунів продовжує розвиватися, набуваючи властивостей, характерних для наземних тварин. Передній мозок у них зблизився з проміжним, а з нюховими цибулинами, як правило, з'єднується довгим нюховим трактом. Передній мозок перестав бути переважно нюховим і виконує вже провідну роль в організації поведінки; ця функція перейшла до нього від середнього мозку. Розміри переднього мозку збільшились, вони помітно перевершують розміри інших частин головного мозку. Збільшення переднього мозку йде головним чином за рахунок розвитку підкіркових вузлів — смугастих тіл. При цьому прогресивно розвивається і первинне мозкове склепіння — архипаліум. У плазунів чітко диференціюються закладки вторинного мозкового склепіння — неопаліума, що ледве намічається у земноводних. Розвиток вторинного мозкового склепіння знаменує собою подальше збільшення числа нервових клітин, які не тільки вистилають шлуночки переднього мозку, але й з'являються на його бічних поверхнях. Мозкове склепіння, що розвивається, наповзає на проміжний і середній мозок, який стають видимими тільки знизу. У порівнянні із земноводними мозочок у плазунів опукліший унаслідок розростання верхньої поверхні. Сильніше розвивається і корпус мозочка. Тім'яний орган у ящірок і гатерії досягає виняткового розвитку. У ньому можна розрізнити утворення, схожі з кришталиком і сітківкою. Спостереження показують, що в багатьох ящірок цей орган навіть функціонує як світлочутливий апарат, що особливо гостро реагує на довгі світлові хвилі.

## Мозок птахів

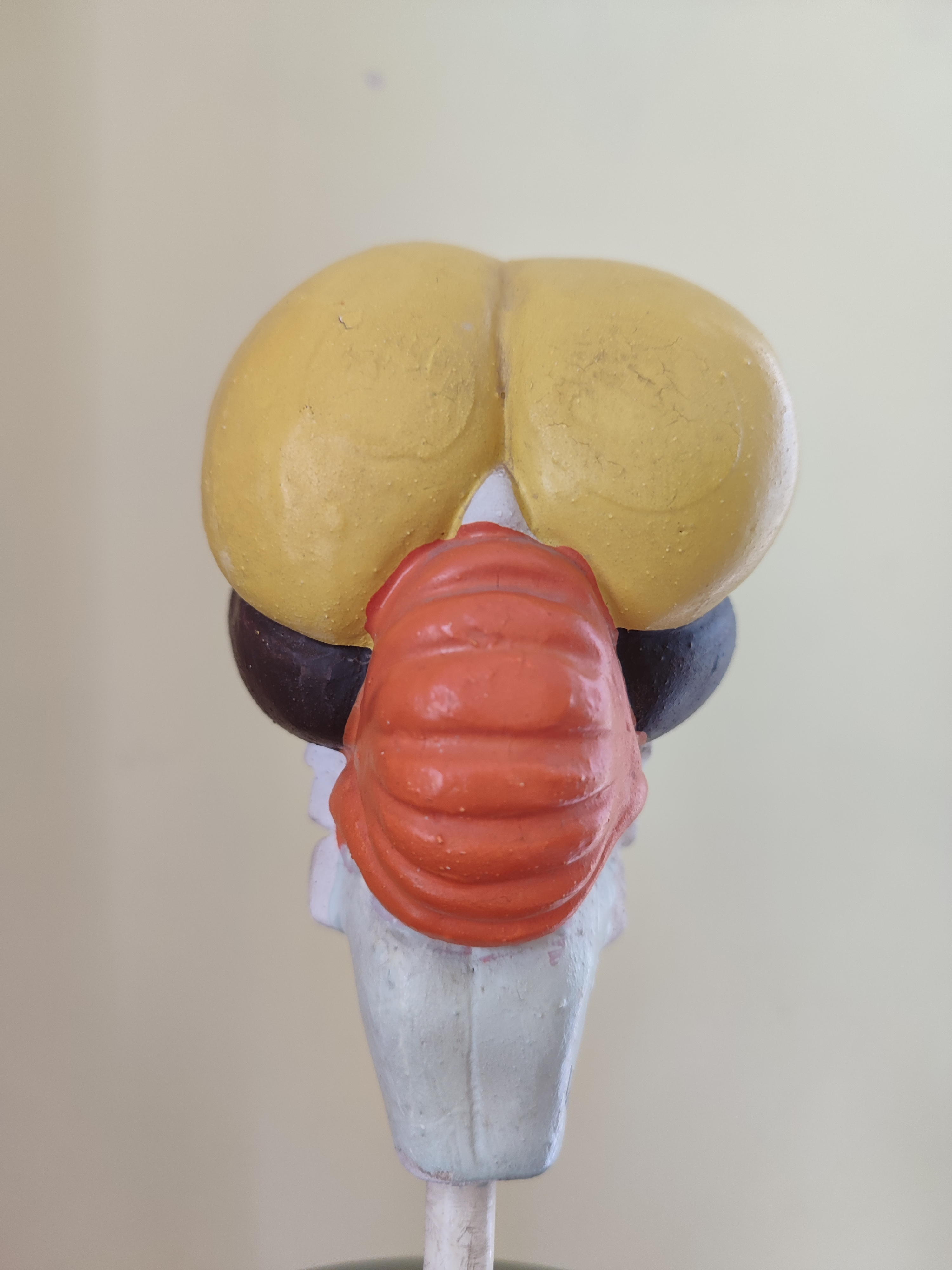
Модель мозку птахів

Головний мозок досить великих розмірів та є центром вищої нервової діяльності, складається з 5 відділів, характерних для інших хребетних тварин. Півкулі переднього мозку гладенькі, без звивин та порівняно з ссавцями невеликих розмірів. На відміну від останніх складаються переважно не з сірої речовини, а зі смугастих тіл. Півкулі відповідають за управління поведінкою, орієнтацію в просторі, споживання їжі, спаровування та здатність до побудови гнізд. Вища нервова діяльність здійснюється не в неокортексі, як у ссавців, а в гіперстріатумі. Проміжний мозок порівняно невеликий, середній мозок із зоровими буграми. Мозочок розташований у задній частині головного мозку, відповідає за координацію рухів. Довгастий мозок переходить у спинний мозок.

## Мозок безхребетних тварин
Мозок добре розвинений у переважної більшості груп Bilateria — двобічно-симетричних тварин. Навіть у найбільш примітивних в гістологічному відношенні ацели (зараз відносяться до окремого типу Acoelomorpha) є досить складний головний мозок з кортексом, нейропілем і комісурами.

## Мозок земноводних
У порівнянні з рибами відносна вага головного мозку земноводних більша. Вага головного мозку у відсотках від маси тіла становить у сучасних хрящових риб 0,06-0,44 %, у кісткових риб 0,02-0,94 %, у хвостатих земноводних 0,29-0,36 %, у безхвостих 0,50-0,73 %
Головний мозок складається з 5 відділів:
- Передній мозок сіра речовина присутня в невеликих кількостях (бо розмір переднього мозку порівняно малий ) відносно великий, розділений на 2 півкулі, має великі нюхові частки;
- Проміжний мозок добре розвинений;
- Мозочок розвинений сильно у зв'язку з виконанням складних рухів (підтримання рівноваги в плаванні, направленням рухів)
- Довгастий мозок є центром дихальної, кровоносної і травної систем;
- Середній мозок відносно невеликий, є центром зору, тонусу скелетної мускулатури. Модель мозку земноводних

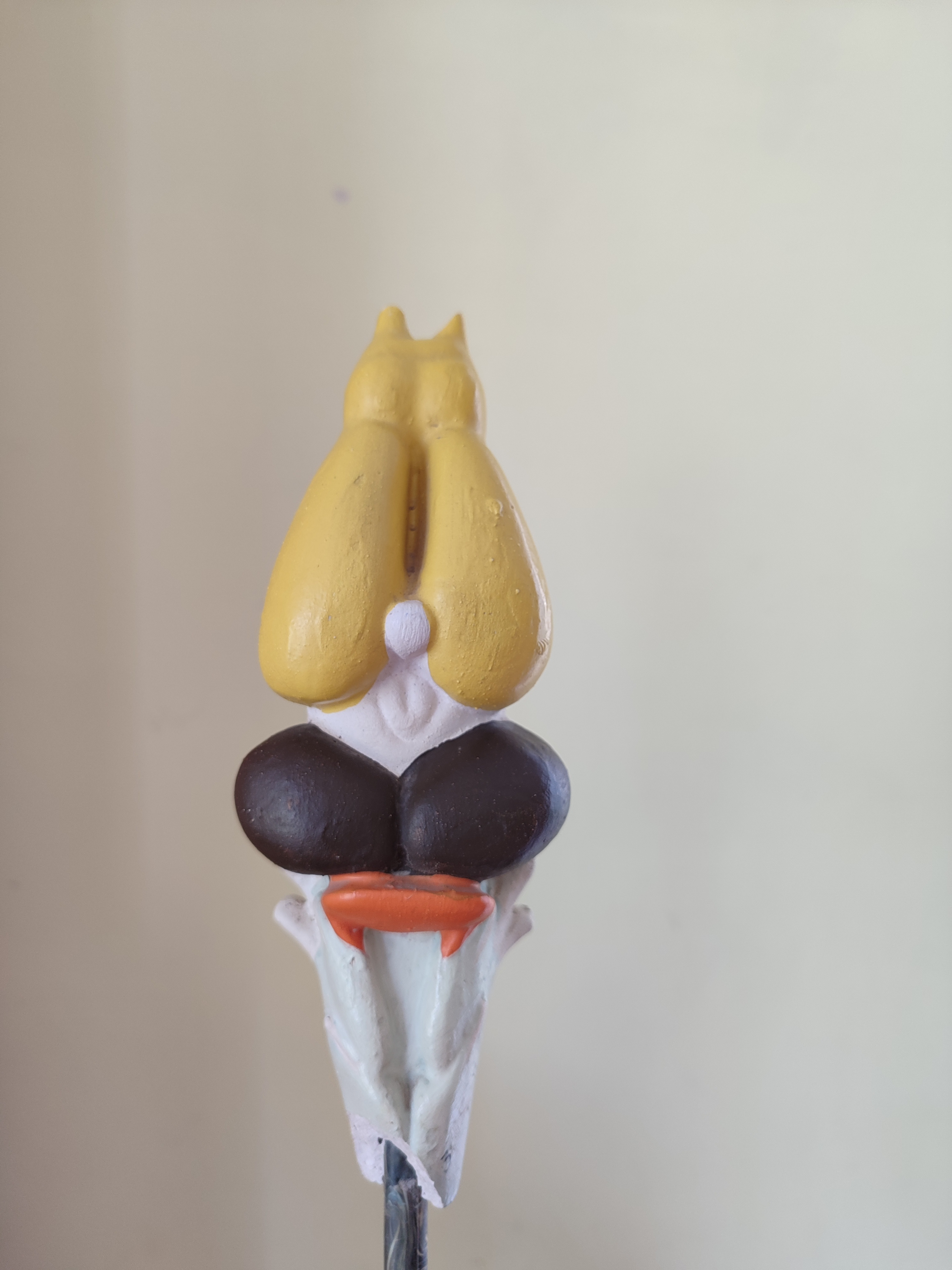
Модель мозку земноводних

## Будова мозку ссавців

1. Мозок 2. ЦНС 3. Спинний мозок

Мозок ссавців має такі відділи:
- Спинний мозок
- Головний мозок
  - Довгастий мозок
  - Задній мозок
    - Мозочок — координація рухів
    - Міст (мозок)
    - Перешийок ромбоподібного мозку

  - Середній мозок
  - Проміжний мозок
    - Таламус — перерозподіл інформації від органів чуття, за винятком нюху
    - Гіпоталамус — найвищий центр вегетативної нервової системи, центр ендокринної регуляції
    - Шишкоподібне тіло
    - Гіпофіз

  - Кінцевий мозок
    - Кора головного мозку (лівого і правого)
      - Давня кора[ru] — регуляція найпростіших функцій, наприклад розплющення очей і т. д.
      - Стара кора[ru] — регуляція вегетативних функцій, при інстинктивній поведінці, виникненні емоцій
      - Нова кора — найвищі нервові функції

    - Базальні ганглії — регуляція рухових і вегетативних функцій
    - Нюховий мозок
      - Гіпокамп — формування емоцій, консолідація пам'яті

Див. повний список структур мозку.

## Розмір мозку у ссавців
Маса мозку (кг) як функція маси тіла (Мт, кг) для різних груп ссавців:

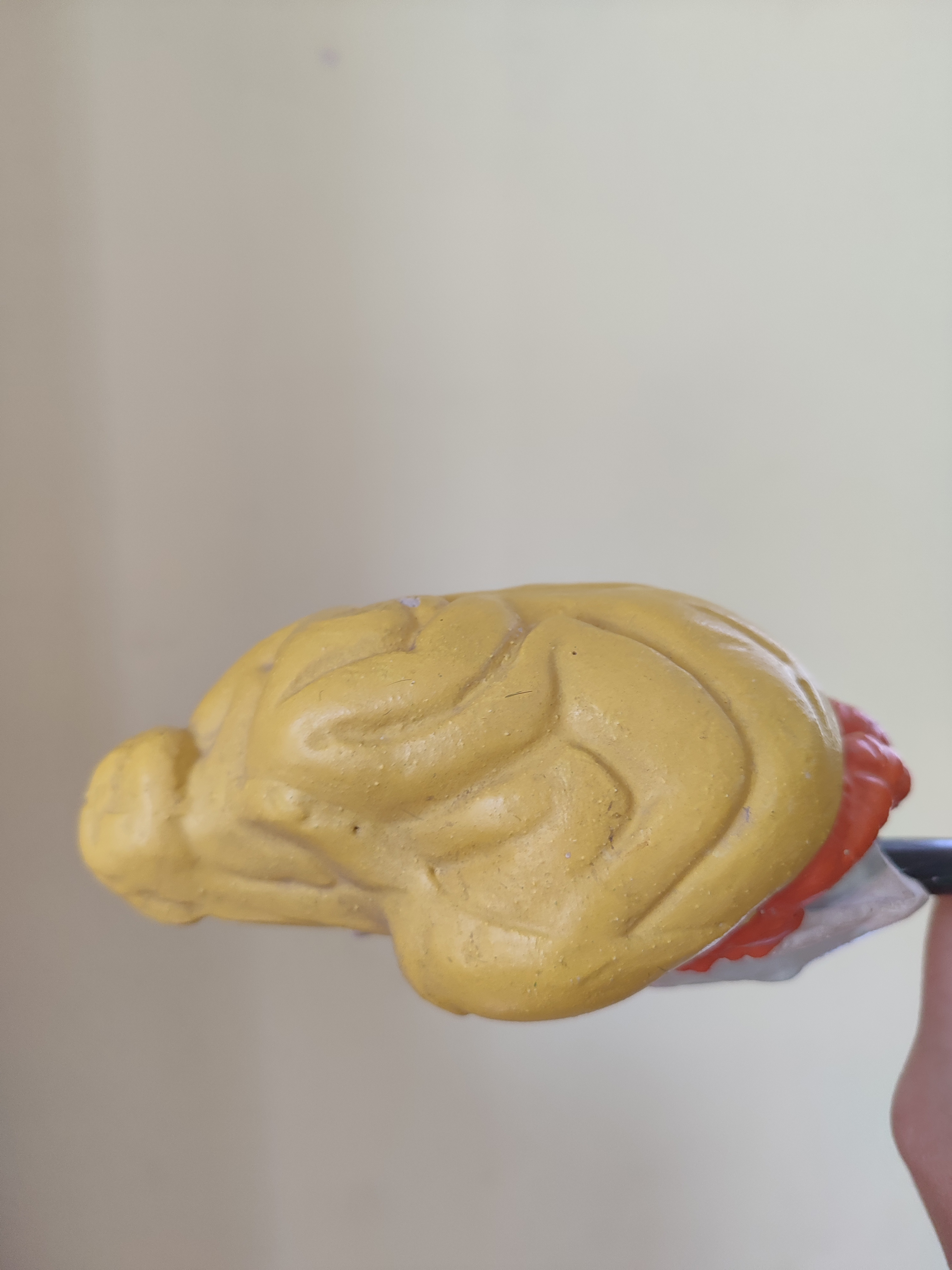
Модель мозку ссавців

| Групи тварин        | Коефіцієнт енцефалізації |
| ------------------- | ------------------------ |
| Ссавці              | 0,02 Мт0,70              |
| Мавпи               | 0,02—0,03 Мт0,66         |
| Людиноподібні мавпи | 0,03—0,04 Мт0,66         |
| Людина              | 0,08—0,09 Мт0,66         |

## Розум і мозок
У філософії свідомості розрізняють поняття розуму і мозку, і відзначаються протиріччя щодо їх точних відносин, які в наслідку призводять до проблеми «розум—тіло».
Мозок визначається як фізична і біологічна матерія, що міститься в межах черепа і відповідальна за основні електрохімічні та біоелектричні нейронні процеси. З точки зору сучасної науки, мозок — складна нервова мережа, яка виробляє і обробляє величезну кількість логічно пов'язаних електрохімічних імпульсів, і внутрішній світ людини, в тому числі і його розум, є продуктом цієї роботи.
У сучасному науковому співтоваристві точка зору про те, що розум — продукт роботи мозку, є головною. Так само вважають прихильники штучного інтелекту.
Крім того мають місце висловлювання про те, що розум комп'ютероподібний і алгоритмічний. Точки зору «породження розуму мозком» і «комп'ютероподібність розуму» не обов'язково наслідують один одного.

## Мозок в культурі
Через ключове значення мозку в організмі тема мозку популярна. У давнину з'їдання мозку переможеної людини або тварини разом з іншими частинами тіла символізувало отримання сил противника (у цьому випадку розуму).
У Середньовіччі мозок розумівся як осередок життя, поряд з серцем.
В даний час тема мозку широко поширена в художній літературі, відеоіграх і фільмах, зокрема, фільмах про зомбі.

## Історія вивчення мозку
Початок сучасній науці про мозок був покладений на початку XX століття двома відкриттями: аналізом рефлекторних актів і виявленням локалізації функцій в корі головного мозку. На основі цих відкриттів припустили, що прості пристосувальні мимовільні рухи здійснюються завдяки рефлекторній дузі сегментарного рівня, яка проходить через нижні відділи мозку, а свідоме сприйняття і довільні рухи забезпечуються рефлексами вищого порядку, чия сенсомоторна дуга проходить через вищі відділи мозку.